# Southsea (pays de Galles)
Pour l’article homonyme, voir Southsea.
Southsea (en gallois : Glanrafon) est un ancien village industriel sur la rivière Gwenfro dans la communauté de Broughton, comté de Wrexham, au Pays de Galles.
Le village a vu le jour sur le site de la briqueterie Broughton Hall Brickworks et de la mine Plas Power Colliery. Son nom de lieu en langue galloise (qui signifie « la rive de la rivière », glan yr afon) est à l'origine celui d'une ferme. Son nom anglais à la  consonance exotique vient de l'auberge South Sea Inn qui se dressait autrefois sur la route de la briqueterie et dont une des pièces servait à verser les salaires de la briqueterie.
L'historien de Wrexham Alfred Neobard Palmer note que le nom Southsea apparaît pour la première fois sur des registres de taxes dès 1786, tout en commentant également qu'il s'agissait « d'un nom absurde qui n'aurait jamais dû être adopté, d'autant plus qu'il y avait un nom approprié à portée de main ».
L'église de Southsea, All Saints, était autrefois la salle paroissiale. L'église précédente, construite en 1921 après que le bâtiment d'origine est devenu dangereux en raison de l'affaissement minier, est elle-même devenue dangereuse et a été démolie en 1984.

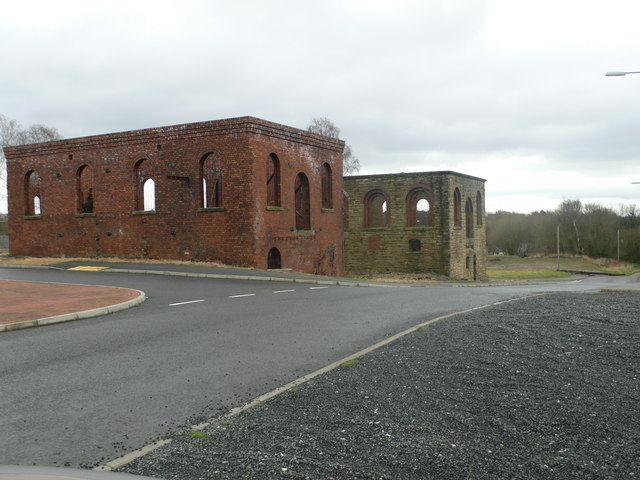
Anciens bâtiments industriels de la mine, Plas Power Colliery.
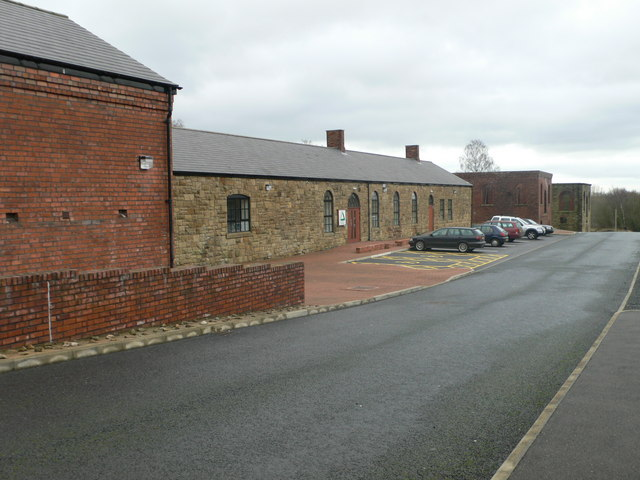
Bâtiments de la mine.
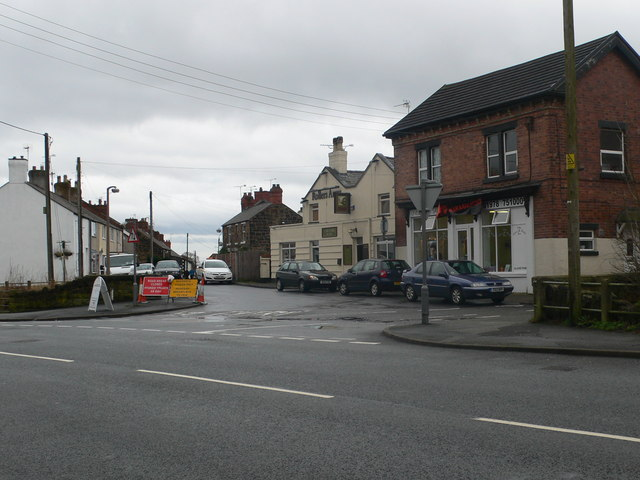
La localité.